# Cecilie Thorsteinsen
Cecilie Louise Thorsteinsen, née le 7 janvier 1974, est une ancienne handballeuse internationale norvégienne.
Durant sa carrière, elle a notamment porté les couleurs du HV Swift Roermond, du Randers HK et du Nordstrand IF.
Avec l'équipe nationale de Norvège, elle participe au championnat d'Europe 2000.

## Palmarès

### Club
compétitions internationales
- finaliste de la coupe des Villes en 2000 (avec Randers HK)

compétitions nationales
- championne des Pays-Bas en 1998 (avec HV Swift Roermond)
- vainqueur de la coupe de Norvège en 2002 (avec Nordstrand IF)

### Sélection nationale
championnats d'Europe  
- 6e place du championnat d'Europe 2000